# Блеквотер (Аризона)
Блеквотер (енгл. Blackwater) насељено је место без административног статуса у америчкој савезној држави Аризона.

## Демографија
По попису из 2010. године број становника је 1.062, што је 558 (110,7%) становника више него 2000. године.
| Група             | 2000.      | 2010.       |
| Белци             | 5 (1,0%)   | 24 (2,3%)   |
| Афроамериканци    | 1 (0,2%)   | 7 (0,7%)    |
| Азијати           | 0 (0,0%)   | 0 (0,0%)    |
| Хиспаноамериканци | 76 (15,1%) | 235 (22,1%) |
| Укупно            | 504        | 1.062       |